# Alsia californica
Alsia californica är en bladmossart som beskrevs av Sullivant 1855. Alsia californica ingår i släktet Alsia och familjen Leucodontaceae. Inga underarter finns listade i Catalogue of Life.